# Kyrkesund
Kyrkesund – miejscowość (tätort) w Szwecji, w regionie administracyjnym (län) Västra Götaland, w gminie Tjörn.
Według danych Szwedzkiego Urzędu Statystycznego liczba ludności wyniosła: 547 (31 grudnia 2015), 543 (31 grudnia 2018) i 519 (31 grudnia 2019).